# Schadscharat al-Haya
Schadscharat al-Haya (arabisch شجرة الحياة, DMG šaǧarat al-ḥayāh ‚Baum des Lebens‘) ist der Name eines 400 Jahre alten Mesquite-Baumes der Art Prosopis cineraria (Khejribaum) in Bahrain, der als Naturwunder gilt und eine der wichtigsten Touristenattraktionen des Landes darstellt. Der alleinstehende Baum befindet sich auf der Hauptinsel des Inselstaates, etwa zwei Kilometer vom Dschabal ad-Duchan entfernt, dem höchsten Punkt des Landes.

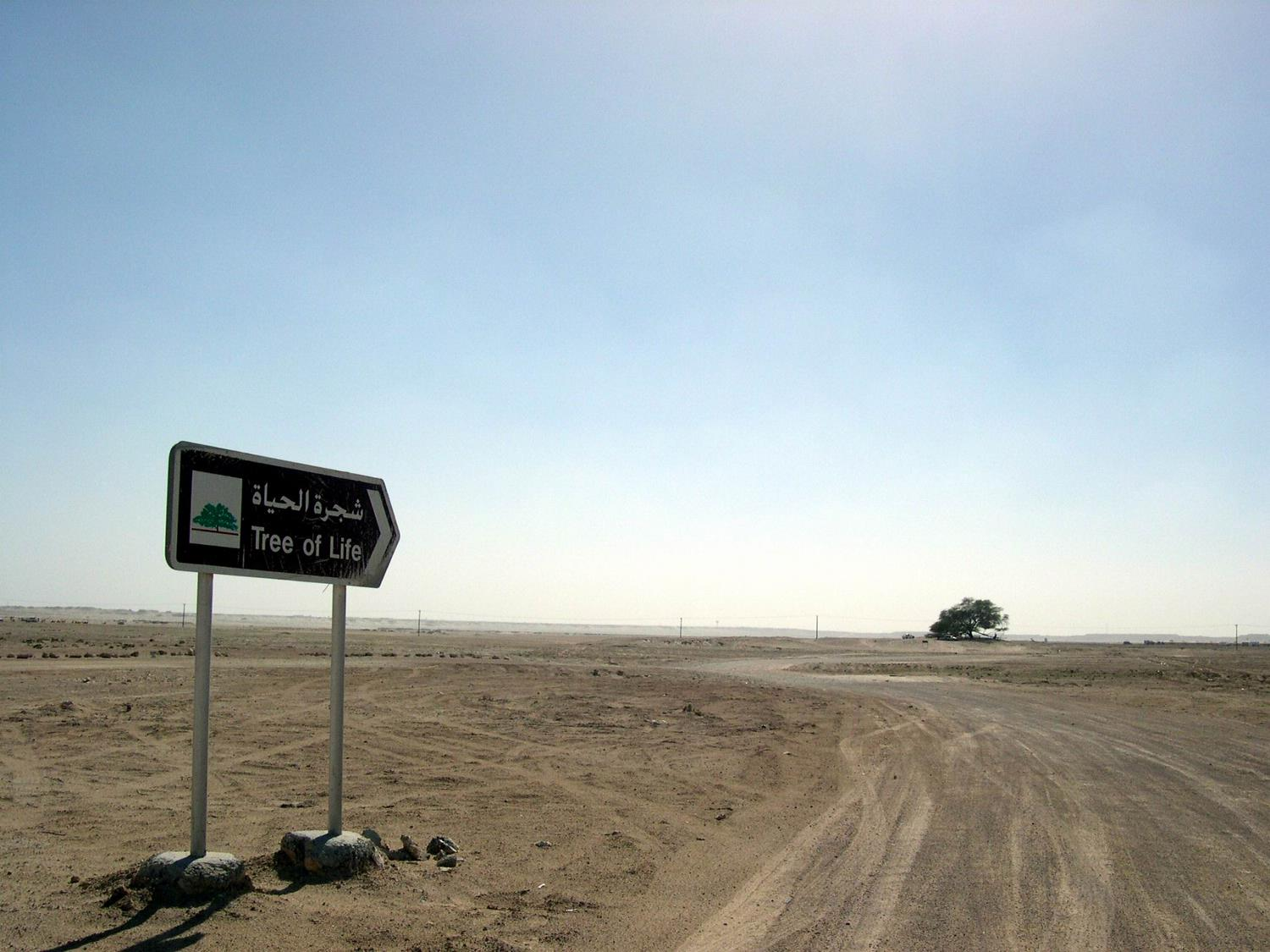
Ein Straßenschild weist den Weg zur Sehenswürdigkeit

Es ist nicht geklärt, woher der Baum sein Wasser bezieht; die nächstgelegene Wasserstelle liegt 1,2 km entfernt.
Der Baum wird im Film L.A. Story als tree of life erwähnt.
Im Jahr 2013 gab es Pläne, eine Art Amphitheater um den Baum herum zu errichten. Seit der Baum im Jahr 2007 durch Vandalismus beschädigt wurde, wird er durch einen Zaun abgeschirmt.